# 硝酸六氨合镁
硝酸六氨合镁是硝酸镁的氨配合物，化学式为[Mg(NH3)6](NO3)2。它可由六水合硝酸镁和氨气反应得到。

## 化学性质
硝酸六氨合镁受热分解，在300~391K失去两个氨分子：
[Mg(NH3)6](NO3)2 → [Mg(NH3)4](NO3)2 + 2 NH3↑
在392~496K继续分解，再失去两个氨分子：
[Mg(NH3)4](NO3)2 → [Mg(NH3)2](NO3)2 + 2 NH3↑
在496~607K，三种反应同时发生：
[Mg(NH3)2](NO3)2 → MgO + N2↑ + 2 NO↑ + 3 H2O
[Mg(NH3)2](NO3)2 → MgO + 2 N2O↑ + 3 H2O
[Mg(NH3)2](NO3)2 → Mg(NO3)2 + 2 NH3↑
在608~850K，剩余的无水硝酸镁分解，生成氧化镁。